# さすらい人
『さすらい人』(Der Wanderer) D493 (D489)は、フランツ・シューベルトによる歌曲。詩はゲオルク・フィリップ・シュミット・フォン・リューベックの『よそ者の夕べの歌 Des Fremdlings Abendlied』。この世のいずこにも幸福を見いだせぬさすらい人の心が歌われた、シューベルト若き日の楽曲である（1816年）。出版された時は「不幸な男」というタイトルであった。また、主人公が理想の国を追い求めて歌う途中の主題（詩で言うと第2節の部分）は、1822年出版の『さすらい人幻想曲』に引用された。
また、シューベルトには同じく「さすらい人」と題する、フリードリヒ・シュレーゲルの詩による歌曲（D649、Op.65-2、1819年）がある。

## 概説
嬰ハ短調、2分の2拍子。通作歌曲形式。三連符の重苦しい前奏で始まり、「山を越え、この地にやってきた」と歌い始められる。それを受けて、「自分は自分自身の安息できる地を、ため息をつきながら探してきた」と歌われ（この部分が『さすらい人幻想曲』に引用されている）、そこから並行長調のホ長調に転調し、「どこにあるのか、私の国は、私の祖国となる国、私自身の言葉が話されている国は」と、早いテンポで歌われるが、すぐに冒頭の雰囲気に戻り、最後に「この世ならぬ声が『お前のいないところにその国はある』と答えた」と結ばれる。最後のE音は初版からオクターブで表記されており、高音・低音どちらを歌うかは歌手に委ねられている。
一般に演奏されるのは第三版で、初版（嬰ハ短調―ホ長調）は1895年、第二版（ロ短調―ニ長調）は1970年に出版されている。
親交のあったヴェネツィア総主教で詩人でもあったヨハン・ラディスラウス・ピルケルに献呈されている。

## 原詩全文
Der Wanderer
Georg Philipp Schmidt von Lübeck
Ich komme vom Gebirge her,
es dampft das Tal, es braust das Meer
ich wandle still, bin wenig froh,
und immer fragt der Seufzer: wo?
Die Sonne dünkt mich hier so kalt,
die Blüte welk, das Leben alt,
und was sie reden, leerer Schall,
ich bin ein Fremdling überall.
Wo bist du, mein geliebtes Land?
Gesucht, geahnt und nie gekannt!
Das Land, das Land, so hoffnunsgrün,
das Land, wo meine Rosen blühn,
Wo meine Freunde wandeln gehn,
wo meine Toten auferstehn,
das Land, das meine Sprache spricht,
O Land, wo bist du?
Ich wandle still, bin wenig froh,
und immer fargt der Seufzer: wo?
Im Geisterhauch tönt's mir zurück:
"Dort, wo du nicht bist, dort ist das Glück!"
シューベルトは、オリジナルの詞の第4連一行目の"Träume"（夢）を"Freunde"（友）に改変している。